# Janne Schmidt
Johan "Janne" August Schmidt (i riksdagen kallad Schmidt i Björna), född 20 augusti 1861 i Mo församling, Västernorrlands län, död 9 december 1934 i Björna församling, Västernorrlands län, var en skogsförvaltare och politiker.
Han var ledamot av riksdagens första kammare 1919. Tillhörde Första kammarens nationella parti. Motionerade om undantag från lagen om arbetstidens begränsning vad avser arbete vid skiljeställe.